# Parafia Świętych Konstantyna i Heleny w Kolonii
Parafia Świętych Konstantyna i Heleny – parafia prawosławna w Kolonii, należąca do eparchii berlińskiej i niemieckiej Rosyjskiego Kościoła Prawosławnego. Istnieje od 1973.
Początkowo parafianie modlili się jedynie w domach prywatnych. Od końca lat 70. XX wieku korzystają z dawnej katolickiej kaplicy maryjnej, której wnętrze zostało przystosowane do liturgii prawosławnej.